# Tribonianus
Flavius Tribonianus († 542) byl úspěšný právník a vysoce postavený úředník ve východořímské říši. Za vlády císaře Justiniána I. byl dosazen do čela komise provádějící kodifikaci římského práva, přičemž měl značný podíl na vydání monumentálního právního souboru známého jako Corpus iuris civilis.